# Променева зброя
Промене́ва збро́я — це зброя, уражаюча дія котрої базується на використанні гостронапрямлених променів електромагнітної енергії або концентрованого пучка елементарних частинок, розігнаних до великих швидкостей.

## Історія
В 2014 році компанією Lockheed Martin Corporation та компанією Raytheon було розроблено нову технологію лазерної зброї, яка працює за принципом спектрального суміщення волоконних лазерів. У такій зброї встановлені декілька лазерних випромінювачів, промені від яких передаються через оптичне волокно в спеціальний пристрій сполучення. У підсумку виходить, що кілька малопотужних випромінювачів дозволяють отримати на виході промінь високої потужності. Вперше, бойовий лазер AN/SEQ-3 (LaWS) був розміщений на десантному транспортному кораблі-докі USS Ponce (LPD-15), який на той час перебував у Перській затоці.
У 2017 році, як повідомив телеканал CNN, Військово-морські сили США провели перше у світі випробування лазерної зброї. Ця зброя в 50 тис. разів швидша за міжконтинентальні балістичні ракети.
У жовтні 2022 року, Саудівська Аравія поставила на бойове чергування системи Laser Hunter виробництва КНР, з метою протидії атакам дронів зі сторони Ірану.
У червні 2023 року, Повітряні Сили США отримали 10-кіловатну лазерну систему H4 від компанії Raytheon, яка стала четвертою за рахунком у складі ПС США і восьмою у підпорядкуванні Міністерства оборони США.
У вересні 2023 року, перші 4 прототипи 50-кіловатних лазерних систем DE M-SHORAD надійшли на озброєння Армії США.
В січні 2024 року Велика Британія успішно протестувала лазерну зброю під назвою DragonFire.
В грудні 2024 року Україна увійшла до клубу країн, які мають на озброєнні лазерну зброю. Про це повідомив командувач Силами безпілотних систем (СБС) Збройних Сил України Вадим Сухаревський під час конференції «Європейська оборонна промисловість: перспективи співпраці з українською промисловістю», організованої аналітичним центром We Build Ukraine. Український лазерний комплекс під назвою «Тризуб» здатний знищувати ворожі об’єкти на висоті понад 2 км

. Згідно повідомлення Defense Express, для ураження цілі на відстані 2 км необхідна потужність щонайменше 50 кВт.

## Конструкція та характеристики
Основними видами променевої зброї є лазерна і пучкова.
Лазери являють собою потужні випромінювачі електромагнітної енергії оптичного діапазону, які називаються квантовими оптичними генераторами. Принцип роботи лазера базується на взаємодії електромагнітного поля з електронами, які входять до складу атомів і молекул робочої речовини. Випромінювання лазерів когерентне, воно має постійну різницю фаз між коливаннями. Воно розповсюджується в середовищі вузьконапрямленим променем і характеризується високою концентрацією енергії. Залежно від робочої речовини, лазери бувають: газові, напівпровідникові, рідинні, твердотілі. В газових лазерах використовують неон, аргон і інші гази або пару, наприклад, пару кадмію. В напівпровідниковому лазері як робочу рідину використовують арсенід галію, який має властивості напівпровідника. Рідинними речовинами лазерів є речовини органічних барвників або неорганічних солей рідкісних металів. У твердотілих лазерах використовують рубін або скло в суміші з рідкісноземельними елементами, а також діелектрики.
Основними елементами лазерів, крім робочої речовини, є джерело накачки та оптичний резонатор.
Уражаюча дія лазерного променя — нагрівання до високих температур матеріалів об'єкта опромінення, їхнє розплавлення і навіть випаровування. Пошкоджуються елементи обладнання на виробничих підприємствах і техніці, у людей виникають опіки шкіри й сітківки очей. Лазерний промінь не має видимих ознак (вогню, диму, звуку), діє приховано. В тумані, при випаданні опадів, забрудненні атмосфери дія лазера значно знижується. Використання лазерної зброї з найбільшою ефективністю можна досягти в космічному просторі для знищення міжконтинентальних балістичних ракет і штучних супутників Землі.

## Заборона
З 13 жовтня 1995 року променева зброя підпадає під заборону «Конвенції про «негуманну» зброю», Протокол IV - Протокол про лазерну зброю, що засліплює.